# MP 3008
A Machinenpistole 3008 (MP3008) foi uma pistola-metralhadora de 9 mm Parabellum, desenvolvida pela Alemanha no final da Segunda Guerra Mundial.

## Histórico
A MP3008 resultou de uma medida de emergência, numa altura em que a Alemanha estava a entrar em colapso. Desesperadamente com falta de fundos e de matérias-primas, os alemães procuraram desenvolver uma alternativa simples e barata da sua pistola-metralhadora padrão, a MP40, sobretudo para armar as sua força popular de 2ª linha , a Volkssturm. Por esta razão, a arma ficou também conhecida por Volksmachinenpistole (Pistola-Metralhadora do Povo).
A MP3008 era uma cópia, quase idêntica da submetralhadora Sten britânica. A principal diferença entre as duas, era a posição vertical do carregador da MP3008, em comparação com a posição horizontal na Sten.
A MP3008 era fabricada rudimentalmente em pequenas oficinas metalo-mecânicas e por isso, variações entre as unidades produzidas eram comuns. Tipicamente, o carregador era colocado verticalmente sob a arma, diferentemente do carregador horizontal e lateral da Sten. Inicialmente, a sua coronha metálica tubular era soldada à carcaça da arma. Contudo o desenho da arma foi sendo alterado, à medida que as condições internas da Alemanha se detereoravam, variantes com coronha de madeira e outras foram sendo fabricadas.